# 洋河镇 (信阳市)
洋河镇，是中华人民共和国河南省信阳市平桥区下辖的一个乡镇级行政单位。

## 行政区划
洋河镇下辖以下地区：
洋河街社区、小洋河村、苏双楼村、姚寨村、大山头村、周畈村、洋河村、陈畈村、吕老堂村、黄院村、关湾村、白土堰村和董冲村。